# زهرا داوودنژاد
زهرا داوودنژاد (زادهٔ ۲۹ فروردین ۱۳۵۶) بازیگر اهل ایران است. او فرزند علیرضا داوودنژاد و خواهر بزرگ‌تر رضا داوودنژاد است. وی کار خود را به‌عنوان منشی صحنه در فیلم عاشقانه (۱۳۷۴) آغاز کرد. داوودنژاد برای بازی در کلاس هنرپیشگی (۱۳۹۰) نامزد دریافت سیمرغ بلورین بهترین بازیگر نقش مکمل زن جشنواره فیلم فجر شد.

## زندگی
زهرا داوودنژاد در ۲۹ فروردین ۱۳۵۶ در تهران به دنیا آمد. وی دختر علیرضا داوودنژاد کارگردان ایرانی، خواهر رضا داوودنژاد، برادرزاده محمدرضا داوودنژاد و نوهٔ احترام‌السادات حبیبیان و نتیجه کبری حسن زاده بازیگر و همچنین دخترعموی مونا داوودنژاد است.
او در رشته نرم‌افزار تحصیل کرد. داوودنژاد ازدواج کرده و یک فرزند دارد. فاطمه معتمدآریا و سوسن تسلیمی الگوهای او در بازیگری هستند.

## فعالیت‌های حرفه‌ای

### سینما
| سال  | نام فیلم             | کارگردان         | نقش     |
| ---- | -------------------- | ---------------- | ------- |
| ۱۴۰۲ | نابازیگر             | حمیدرضا سنگیان   | زهرا    |
| ۱۴۰۲ | این جمیعت قابل کنترل |                  |         |
| ۱۳۹۸ | عروسی مردم           | مجید توکلی       | مینو    |
| ۱۳۹۷ | مصائب شیرین ۲        | علیرضا داوودنژاد | عمه     |
| ۱۳۹۵ | شماره ۱۷ سهیلا       | محمود غفاری      | سهیلا   |
| ۱۳۹۰ | کلاس هنرپیشگی        | علیرضا داوودنژاد | زهرا    |
| ۱۳۸۷ | نیلوفر               | سابین ژمایل      |         |
| ۱۳۸۶ | زن دوم               | سیروس الوند      |         |
| ۱۳۸۵ | دست‌های خالی          | ابوالقاسم طالبی  | کتی     |
| ۱۳۸۲ | ملاقات با طوطی       | علیرضا داوودنژاد | زن صابر |
| ۱۳۷۹ | بچه‌های بد            | علیرضا داوودنژاد |         |

### تلویزیون
| سال  | نام مجموعه تلویزیونی | کارگردان         | نقش    | پخش        |
| ---- | -------------------- | ---------------- | ------ | ---------- |
| ۱۴۰۳ | ذهن زیبا             | علی‌اکبر تحویلیان | فاطمه  | شبکه یک    |
| ۱۴۰۱ | تازه‌وارد             |                  |        |            |
| ۱۴۰۰ | روزگار جوانی ۲       | اصغر توسلی       |        | شبکه تهران |
| ۱۳۹۸ | تله فیلم خط و نشان   |                  |        |            |
| ۱۳۹۸ | دنگ و فنگ روزگار     | جواد مزدآبادی    | نعیمه  | شبکه یک    |
| ۱۳۹۷ | هیئت مدیره           | مازیار میری      | مریم   | شبکه تهران |
| ۱۳۸۸ | دفترخانه شماره ۱۳    | سیدوحید حسینی    |        | شبکه یک    |
| ۱۳۸۲ | من یک مستأجرم        | پریسا بخت‌آور     | سوری   | شبکه سه    |
| ۱۳۸۲ | باغچه مینو           | رضا صفدری        | نازنین | شبکه سه    |

### شبکه نمایش خانگی
| سال     | عنوان                 | کارگردان       | نقش       | پخش            |
| ------- | --------------------- | -------------- | --------- | -------------- |
| ۱۴۰۳    | شام ایرانی            | سعید ابوطالب   | شرکت‌کننده | نماوا و فیلیمو |
| ۱۴۰۳    | رینگو                 | سعید پاک       | داور      | نماوا          |
| ۱۴۰۳    | شب آهنگی              | حامد آهنگی     | مهمان     | فیلم‌نت         |
| ۱۴۰۲    | دفتر یادداشت          | کیارش اسدی‌زاده | روح‌انگیز  | فیلم‌نت         |
| ۱۴۰۰    | شب‌های مافیا (فصل سوم) | سعید ابوطالب   | شرکت‌کننده | فیلیمو         |
| ۱۳۹۲-۹۳ | شوخی کردم             | مهران مدیری    |           | گلرنگ رسانه    |

### دستیار کارگردان
- هوو (۱۳۸۴)
- دختری در قفس (۱۳۸۱)

### منشی صحنه
- سوگند (۱۳۸۷)
- مانا (۱۳۸۷)
- استشهادی برای خدا (۱۳۸۶)
- اقلیما (۱۳۸۵)
- بهشت از آن تو (۱۳۷۹)
- عاشقانه (۱۳۷۴)

### فیلمبردار پشت صحنه
- هشت پا (۱۳۸۳)

## جایزه‌ها
| رده                       | نتیجه      | جایزه         | جشنواره                | برای فیلم      |
| ------------------------- | ---------- | ------------- | ---------------------- | -------------- |
| بهترین بازیگر نقش مکمل زن | نامزدشده   | سیمرغ بلورین  | ۳۱مین جشنواره فیلم فجر | کلاس هنرپیشگی  |
| بهترین بازیگر نقش اول زن  | نامزدشده   | تندیس شایستگی | ۲۰مین جشن سینمای ایران | شماره ۱۷ سهیلا |
| بهترین بازیگر زن          | حضور داشته | تقدیر ویژه    | جشنواره‌های خارجی       | شماره ۱۷ سهیلا |